# Размяната
„Размяната“ (на английски: The Change-Up) е американска романтична комедия от 2011 г., продуцирана и режисирана от Дейвид Добкин, по сценарий на Джон Лукас и Скот Мур, и във филма участват Райън Рейнолдс и Джейсън Бейтман. Филмът е пуснат на 5 август 2011 г. от „Юнивърсъл Студиос“ в Северна Америка, който получава негативни отзиви от критиците.

## Актьорски състав
| Актьор          | Роля                                           |
| --------------- | ---------------------------------------------- |
| Райън Рейнолдс  | Мичъл „Мич“ Планко младши Дейвид „Дейв“ Локууд |
| Джейсън Бейтман | Дейвид „Дейв“ Локууд Мичъл „Мич“ Планко младши |
| Лесли Ман       | Джейми Локууд, съпруга на Дейв                 |
| Оливия Уайлд    | Сабрина Маккей, асистентка на Дейв             |
| Алън Аркин      | Мичъл „Мич“ Планко старши, баща на Мич         |
| Мирсеа Монро    | Татяна, бивше гадже на Мич                     |
| Грегъри Ицин    | Флеминг Стийл, шеф на Дейв                     |
| Нед Шмидтке     | Тиодор Нортън                                  |
| Крейг Биерко    | Валтан                                         |
| Тафе О'Конъл    | Мона                                           |
| Джанет Милър    | Баба Тейлър                                    |

## В България
В България филмът е пуснат по кината на 26 август 2011 г. от „Форум Филм България“.
На 27 януари 2012 г. е издаден на DVD от „А Плюс Филмс“.
На 15 април 2016 г. е излъчен за първи път по „Нова телевизия“ в петък от 20:00 ч.
През 2019 г. се излъчва и по каналите на „БТВ Медиа Груп“.
Дублажи
| Озвучаващи артисти  | Даниела Йорданова Лина Златева Елисавета Господинова Васил Бинев Георги Георгиев-Гого Здравко Методиев |
| Преводач            | Ирина Ценкова                                                                                          |
| Тонрежисьор         | Цветомир Цветков                                                                                       |
| Режисьор на дублажа | Димитър Кръстев                                                                                        |

| Озвучаващи артисти | Татяна Захова Тодор Георгиев Светломир Радев Иван Танев |